# Thomas Richard Sharp
Pour les articles homonymes, voir Sharp.
Thomas Richard Sharp, né en 1964, est un compositeur de musiques de films.

## Filmographie
- 1985 : Bridge to Terabithia
- 1986 : Last Resort
- 1988 : Les Nouvelles Aventures de Winnie l'ourson ("The New Adventures of Winnie the Pooh") (série TV)
- 1989 : Quand Harry rencontre Sally (When Harry Met Sally...)
- 1991 : City Slickers
- 1991 : Winnie the Pooh & Christmas Too (TV)
- 1998 : Toonsylvania (série TV)
- 2000 : Ping!
- 2003 : Director's Cut